# Campeonato Sul-Mato-Grossense de Futebol de 2022 - Série B
O Campeonato Sul-Mato-Grossense de 2022 - Série B foi a vigésima terceira edição desta competição futebolística organizada pela Federação de Futebol de Mato Grosso do Sul (FFMS).
O título desta edição ficou com o Operário de Caarapó ao vencer o Novo na decisão pelo placar de 3–1, também garantindo o seu segundo título na história da competição, pois já havia vencido em 2017. Mesmo assim, ambos já tinham garantido o acesso à Série A de 2023 por avançarem à final.

## Formato e participantes
O regulamento do Campeonato Sul-Mato-Grossense de 2022 - Série B seria diferente da edição anterior, havendo uma decisão para definir o campeão. Numa primeira fase, as seis agremiações participantes se enfrentariam em jogos de turno único, onde as duas melhores qualificadas avançariam à final, também em jogo único, para definir o campeão desta edição, além dos finalistas garantirem o acesso à Série A de 2023. Abaixo, as equipes participantes:
- Predefinição:Futebol Ceart
- Comercial de Três Lagoas
- Ivinhema
- Náutico-MS
- Novo
- Operário de Caarapó

## Resultados

### Primeira fase
| Pos | Equipe                     | Pts | J | V | E | D | GP | GC | SG | Classificado |     | OPE | NVO | Náutico-MS | IVN | COM | CEA |
| --- | -------------------------- | --- | - | - | - | - | -- | -- | -- | ------------ | --- | --- | --- | ---------- | --- | --- | --- |
| 1   | Operário de Caarapó        | 9   | 5 | 2 | 3 | 0 | 5  | 3  | +2 | Próxima fase |     | —   | –   | 1–0        | –   | 1–1 | 2–1 |
| 2   | Novo                       | 8   | 5 | 2 | 2 | 1 | 5  | 2  | +3 | Próxima fase |     | 0–0 | —   | 0–1        | –   | 3–1 | –   |
| 3   | Náutico-MS                 | 8   | 5 | 2 | 2 | 1 | 4  | 3  | +1 |              |     | –   | –   | —          | –   | 2–2 | –   |
| 4   | Ivinhema                   | 7   | 5 | 1 | 4 | 0 | 5  | 3  | +2 |              | 1–1 | 0–0 | 0–0 | —          | –   | –   |     |
| 5   | Comercial de Três Lagoas   | 5   | 5 | 1 | 2 | 2 | 10 | 9  | +1 |              | –   | –   | –   | 1–3        | —   | 5–0 |     |
| 6   | Predefinição:Futebol Ceart | 1   | 5 | 0 | 1 | 4 | 2  | 11 | −9 |              | –   | 0–2 | 0–1 | 1–1        | –   | —   |     |

### Final
| 20 de novembro | Operário de Caarapó                | 3 – 1  | Novo       | Carecão, Caarapó                |
| 15:00 (UTC-3)  | Claudio 7', 43' · Rodrigo Melo 11' | Súmula | Maxwell 4' | Árbitro: Everton Moreira Prates |